# Rugby sevens op de Gemenebestspelen 2010
Rugby Sevens is een van de sporten die werden beoefend tijdens de Gemenebestspelen 2010 in de Indiase hoofdstad Delhi. De wedstrijden vonden op 11 en 12 oktober plaats op de "North Campus" van de University of Delhi.
Rugby Sevens is een van de twee sporten op deze Spelen die alleen door mannen werden beoefend. Boksen is de andere sport.

## Medaillewinnaars
| Discipline | Goud          | Zilver    | Brons       |
| ---------- | ------------- | --------- | ----------- |
| Mannen     | Nieuw-Zeeland | Australië | Zuid-Afrika |

## Wedstrijden

### Groepsfase

#### Groep A
| # | Land          | W - G - V | Pnt | V-T   |
| - | ------------- | --------- | --- | ----- |
| 1 | Nieuw-Zeeland | 3 - 0 - 0 | 9   | 141-7 |
| 2 | Schotland     | 2 - 0 - 1 | 7   | 45-63 |
| 3 | Canada        | 1 - 0 - 2 | 5   | 71-62 |
| 4 | Guyana        | 0 - 0 - 3 | 3   | 0-125 |

| Datum | Team 1        | Uitslag | Team 2    |
| ----- | ------------- | ------- | --------- |
| 11/10 | Nieuw-Zeeland | 43-7    | Canada    |
| 11/10 | Schotland     | 26-0    | Guyana    |
| 11/10 | Nieuw-Zeeland | 52-0    | Guyana    |
| 11/10 | Schotland     | 19-17   | Canada    |
| 11/10 | Canada        | 47-0    | Guyana    |
| 11/10 | Nieuw-Zeeland | 46-0    | Schotland |

#### Groep B
| # | Land        | W - G - V | Pnt | V-T    |
| - | ----------- | --------- | --- | ------ |
| 1 | Zuid-Afrika | 3 - 0 - 0 | 9   | 109-5  |
| 2 | Wales       | 2 - 0 - 1 | 7   | 99-35  |
| 3 | Tonga       | 1 - 0 - 2 | 5   | 45-72  |
| 4 | India       | 0 - 0 - 3 | 3   | 12-153 |

| Datum | Team 1      | Uitslag | Team 2 |
| ----- | ----------- | ------- | ------ |
| 11/10 | Zuid-Afrika | 29-0    | Tonga  |
| 11/10 | Wales       | 56-7    | India  |
| 11/10 | Zuid-Afrika | 59-0    | India  |
| 11/10 | Wales       | 38-7    | Tonga  |
| 11/10 | Tonga       | 36-5    | India  |
| 11/10 | Zuid-Afrika | 21-5    | Wales  |

#### Groep C
| # | Land                | W - G - V | Pnt | V-T    |
| - | ------------------- | --------- | --- | ------ |
| 1 | Kenia               | 3 - 0 - 0 | 9   | 69-22  |
| 2 | Samoa               | 2 - 0 - 1 | 7   | 109-29 |
| 3 | Papoea-Nieuw-Guinea | 1 - 0 - 2 | 5   | 85-65  |
| 4 | Maleisië            | 0 - 0 - 3 | 3   | 10-157 |

| Datum | Team 1              | Uitslag | Team 2              |
| ----- | ------------------- | ------- | ------------------- |
| 11/10 | Samoa               | 38-17   | Papoea-Nieuw-Guinea |
| 11/10 | Kenia               | 40-0    | Maleisië            |
| 11/10 | Samoa               | 61-0    | Maleisië            |
| 11/10 | Kenia               | 17-12   | Papoea-Nieuw-Guinea |
| 11/10 | Papoea-Nieuw-Guinea | 56-0    | Maleisië            |
| 11/10 | Kenia               | 12-10   | Samoa               |

#### Groep D
| # | Land      | W - G - V | Pnt | V-T    |
| - | --------- | --------- | --- | ------ |
| 1 | Engeland  | 3 - 0 - 0 | 9   | 135-26 |
| 2 | Australië | 2 - 0 - 1 | 7   | 94-26  |
| 3 | Oeganda   | 1 - 0 - 2 | 5   | 35-93  |
| 4 | Sri Lanka | 0 - 0 - 3 | 3   | 17-136 |

| Datum | Team 1    | Uitslag | Team 2    |
| ----- | --------- | ------- | --------- |
| 11/10 | Engeland  | 59-7    | Sri Lanka |
| 11/10 | Australië | 33-0    | Oeganda   |
| 11/10 | Engeland  | 55-0    | Oeganda   |
| 11/10 | Australië | 42-5    | Sri Lanka |
| 11/10 | Oeganda   | 35-5    | Sri Lanka |
| 11/10 | Engeland  | 21-19   | Australië |

### Eindfase

#### 9e-16e plaats
| Datum | Plaats       | Team 1              | Uitslag | Team 2    |
| ----- | ------------ | ------------------- | ------- | --------- |
| 12/10 | Kwartfinale  | Canada              | 43-10   | India     |
| 12/10 | Kwartfinale  | Oeganda             | 26-14   | Maleisië  |
| 12/10 | Kwartfinale  | Papoea-Nieuw-Guinea | 26-12   | Sri Lanka |
| 12/10 | Kwartfinale  | Tonga               | 21-14   | Guyana    |
| 12/10 | Halve finale | Canada              | 22-17   | Oeganda   |
| 12/10 | Halve finale | Papoea-Nieuw-Guinea | 24-5    | Tonga     |
| 12/10 | Finale       | Papoea-Nieuw-Guinea | 19-10   | Canada    |

#### 1e-8e plaats
| Datum        | Plaats       | Team 1        | Uitslag | Team 2      |
| ------------ | ------------ | ------------- | ------- | ----------- |
| 12/10        | Kwartfinale  | Nieuw-Zeeland | 31-10   | Wales       |
| 12/10        | Kwartfinale  | Engeland      | 7-5     | Samoa       |
| 12/10        | Kwartfinale  | Australië     | 27-5    | Kenia       |
| 12/10        | Kwartfinale  | Zuid-Afrika   | 10-7    | Schotland   |
| 5e-8e plaats |              |               |         |             |
| 12/10        | Halve finale | Samoa         | 38-12   | Wales       |
| 12/10        | Halve finale | Schotland     | 22-17   | Kenia       |
| 12/10        | Finale       | Samoa         | 34-0    | Schotland   |
| 1e-4e plaats |              |               |         |             |
| 12/10        | Halve finale | Nieuw-Zeeland | 33-12   | Engeland    |
| 12/10        | Halve finale | Australië     | 17-7    | Zuid-Afrika |
| 12/10        | 3e-4e plaats | Zuid-Afrika   | 17-14   | Engeland    |
| 12/10        | Finale       | Nieuw-Zeeland | 24-17   | Australië   |

Atletiek · Badminton · Boksen · Boogschieten · Bowls · Gewichtheffen · Gymnastiek · Hockey · Netball · Rugby sevens · Schietsport · Schoonspringen · Squash · Synchroonzwemmen · Tafeltennis · Tennis · Wielersport · Worstelen · Zwemmen